# برونو کوراتساری
برونو کوراتساری (ایتالیایی: Bruno Corazzari؛ زادهٔ ۳۰ دسامبر ۱۹۴۰) بازیگر اهل ایتالیا است.
از فیلم‌ها یا برنامه‌های تلویزیونی که وی در آن نقش داشته‌است، می‌توان به آن روز نفرین‌شدهٔ تسویه‌حساب، آدم‌ربایی، آخرین روزهای موسولینی، داستان بل استار، سرخ و سیاه، یونیفرم‌های قرمز، اینگرید فاحشه خیابانی، مردی به نام اسلج، روزی روزگاری در غرب، برگ برنده، هفت نت سیاه‌رنگ، سرباز حرفه‌ای، سکوت بزرگ، هانا ک.، آنا، آن لذت خاص و مظنون اشاره کرد.